# Greet Hellemans
Pour les articles homonymes, voir Hellemans.
Greet Hellemans est une rameuse néerlandaise née le 25 mai 1959 à Groningue. 
Elle est la sœur de la rameuse Nicolette Hellemans.

## Palmarès
- Jeux olympiques d'été de 1984 à Los Angeles
  -  Médaille d'argent en deux de couple.
  -  Médaille de bronze en huit[1].